# Dança na Cidade
Dança na Cidade (francês: Danse à la ville) é uma pintura a óleo sobre tela do pintor impressionista francês Pierre-Auguste Renoir datada de 1883. O casal retratado é Suzanne Valadon e Paul Auguste Ilhote, também presentes em outra obra do pintor, Dança em Bougival. A obra pertence à coleção do Museu d'Orsay, em Paris. Assim como a pintura Dança no Campo, a obra foi um marco do período de transição do estilo de Renoir, logo após sua viagem à Itália, no início da década de 1880, que trouxe diversas inspirações de Raphael para o trabalho do artista. Essa época rendeu para o francês traços do desenho mais definidos, além de uma simplificação da paleta de cores. Os tons usados na pintura são mais frios, se contrapondo a Dança no Campo, com tons mais quentes.